# 凌川峰
凌川峰（羅馬化：Liṅṭrēna），海拔6,749（22,142英尺），是位於喜馬拉雅山脈中馬哈蘭古爾山脈的一座山，與珠穆朗瑪峰之直線距離為8（5.0英里）。此山座落於中國西藏自治區與尼泊爾之間的國界上，首次攀登的紀錄落在1935年。而鄰近此山西邊的山峰則稱為西凌川峰。

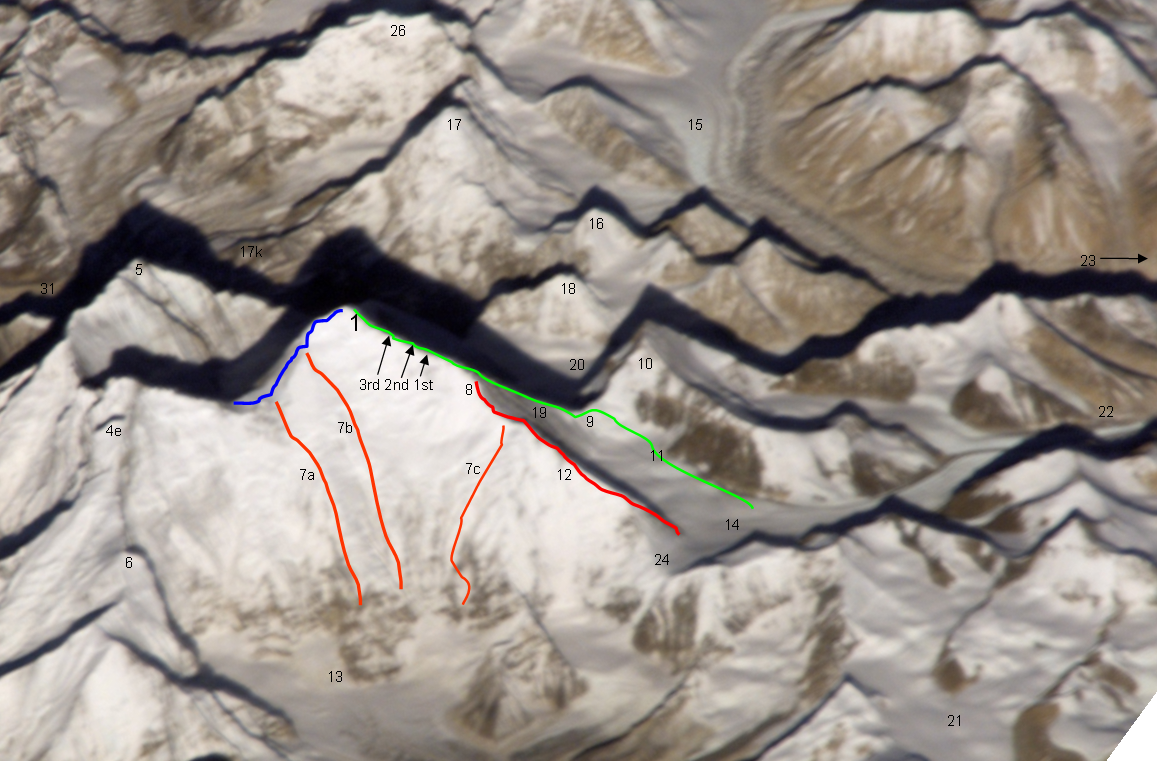
各種攀登路徑，图中标示9是北坳，标示13是卓穷冰川，标示14是東絨布冰川，标示15是西絨布冰川，标示16是凌川峰，标示17是普莫里峰，标示18是坤布崎峰，标示20是中絨布冰川，标示24是热补拉山坳(Raphu La, Rapiu La)，标示28是(Chumbu Peak)